# Bob Beamon
Robert „Bob” Beamon (New York, Jamaica, Queens, 1946. augusztus 9. –) amerikai távolugró atléta, aki arról a legismertebb, hogy 1968-ban a mexikói olimpián, az addig tartott távolugró világcsúcsot több mint fél méterrel megjavította. Az akkori új vilagcsúcs 890 centiméter volt, amelyet közel 23 évvel később, csak Mike Powell tudott megdönteni 1991-ben. Az olimpiai játékok történetében azonban még mindig ő a csúcstartó.

## Sportpályafutása

### Korai évek
Édesapját sohasem ismerte, édesanyja pedig az első születésnapja előtt meghalt, őt pedig a nevelőapja állandóan verte. Később "A férfi, aki repülni tudott" (Man Who Could Fly: The Bob Beamon Story) című önéletrajzi könyvében leírta, hogy egy queensi utcai banda tagja lett, melyben tanúja volt egy barátja halálának, akit egy csetepaté során halálra szurkáltak. A banda hierarchiájában egyre magasabbra jutva az utcákat rótta, lopott, verekedett és nem járt iskolába. 14 évesen még olvasni sem tudott. Élete akkor vett szerencsés fordulatot, amikor egyik ügye nyomán a bíró nem börtönbüntetésre ítélte, hanem egy olyan iskolába küldte, amely fiatalkorú bűnözők nevelőotthonaként működött. Így került egy manhattani iskolába, ahol a tanárok felfigyeltek a ruganyos mozgású fiúra, és azonnal az atlétika felé terelték. 1962-ben, 16 évesen már ő tartotta New York állam távolugrórekordját 734 centiméterrel.

### 1968-as olimpia, Mexikóváros
Az akkor 22 éves Beamon, már az esélyesek között érkezett a mexikói olimpiára.  Az év 23 versenyéből 22-t megnyert. Ekkoriban 833 cm-es egyéni csúcsot ugrott és volt egy 839 cm-es világcsúcsa is, de eredményét a túl erős szél miatt nem hitelesítették. Az olimpia előtt a hivatalos rekordot az amerikai Ralph Boston és a szovjet Igor Ter-Ovaneszjan tartotta 835 centiméterrel. Az olimpiai selejtezőben két ugrását elrontotta, de harmadszorra sikerült megugrania a szintet.
1968. október 18-án a férfi távolugrás döntőjében viszont az első sorozatban eldőlt a bajnoki cím, mivel elsőre 55 centiméterrel nagyobbat ugrott, mint a fennálló világcsúcs. Az ugrás a versenybírókat is felkészületlenül érte, mivel az optikai mérő csak 860-ig volt használható, így mérőszalaggal mérték le a távolságot. Ilyen eredményre senki sem számított: 890 centiméter! Amikor húsz perccel később méterben és centiméterben kiírták az eredményt, Beamon először fel sem fogta mekkorát ugrott, csak amikor Boston átszámolta neki lábra és hüvelykre. A verseny és az aranyérem sorsa ezzel el is dőlt. Még egy kísérlete volt – mindössze 804 cm-t ugrott – és többet nem is próbálkozott. A meglepődött vetélytársak meg sem tudták közelíteni az amerikait, a második helyezett (Klaus Beer) is csak 819 centiméterre volt képes, míg a  harmadik az amerikai Ralph Boston (816 cm) lett.

### Az olimpia után
A levegőben repülő Beamonről készült fotó ikonikussá vált. "Az évszázad ugrásáról" könyvet is írtak, és az amerikai Sports Illustrated magazin minden idők öt legnagyobb sportteljesítménye közé választotta. Beamon soha többé nem tudta megközelíteni Mexikóban elért eredményét. 1969-ben még megnyerte az amerikai bajnokságot, de pályafutása során már nem ugrott 822 centiméternél nagyobbat. Sorozatos izomsérülései miatt néhány év múlva visszavonult. 1972-ben szociológia szakon diplomázott, később különböző utánpótlás-programokban vállalt szerepet melyek keretében a sportot népszerűsíti.
Beamon világcsúcsa 22 év és 316 napon át tartotta magát, amikor 1991-ben a tokiói világbajnokságon ketten is nagyobbat ugrottak nála. Carl Lewis a megengedettnél nagyobb hátszélben repült 891 centire, míg a vele párharcban állt honfitársa Mike Powell, 895 centimétert ugrott, mellyel jelenleg is ő a világcsúcstartó. A távolugrás olimpiai csúcsát viszont, 1968-as eredményével a mai napig Beamon tartja.